# Georges Grammat
Georges Grammat, né Georges Grammaticopoulos le 21 juin 1930 dans le 12e arrondissement de Paris et mort le 22 février 2023 à Agen,, est un réalisateur de dessins animés et auteur de bandes dessinées et de dessins humoristiques français.
Membre de l'équipe du journal Pilote au début des années 1970, créateur des Aventures du Duc de Saint-Piastre (Dargaud éditeur), auteur du générique des films L'Étalon de Jean-Pierre Mocky et Laisse aller... c'est une valse de Georges Lautner, directeur de l'animation du dessin animé long métrage La Ballade des Dalton (Lucky Luke), il a également illustré de nombreux ouvrages scolaires chez Armand Colin, Bordas, Hachette, Magnard, Nathan, Albin Michel.
Réalisateur à l'ORTF, il fut notamment l'auteur de génériques d'émissions telles que Les Animaux du Monde ou encore Âge tendre et tête de bois. Il codirigera par la suite la série Spiral Zone produite par les studios Kushner-Locke à Hollywood avant de participer à la série télévisée Il était une fois... comme storyboarder.

## Biographie
Né le 21 juin 1930 dans le 12e arrondissement de Paris, Georges Grammat se découvre une passion pour l'animation dès son plus jeune âge grâce aux dessins animés de quelques minutes que lui projette son père, grand amateur d'appareils photo et de caméras 8 mm. Après un apprentissage du métier de fourreur, il émigre en 1953 à Montréal au Canada afin d'y apprendre les techniques du dessin animé, alors peu pratiqué en France. Il entre à Oméga Inc. Productions, une société de production de films destinés à la télévision, et réalise son premier dessin animé, publicitaire, qui promeut les saucisses Belle-Fermière. S'ensuivront de nombreuses réalisations de publicités tout au long de l’année 1954.
Il rejoint alors Cinévision puis Edwards Productions, des sociétés de production situées à Montréal. En 1956, il écrit des sketches qu'il accompagne de dessins réalisés en direct sur Radio Canada pour l'émission télévisée La Boîte à Surprise, une activité qu’il poursuit jusqu’en juin 1960. À cette même période, il illustre les débats de l’émission Prises de Bec par des dessins d’actualité. Ce qui lui permet de lier connaissance avec de nombreuses personnalités telles que Pierre Elliott Trudeau ou René Lévesque, des rencontres qui lui faciliteront l’accès au journal The Montreal Star et à son supplément Week-end Magazine où il publie ses dessins.
Il continue néanmoins à multiplier les collaborations avec des sociétés de production, des agences de publicités comme Young & Rubicam ou Foster Advertising qui lui commandent notamment des dessins pour illustrer une histoire du Québec sous l’égide de la brasserie O’Keeffe. Il participe par ailleurs à des magazines comme McLean’s ou Collier’s, ce qui le conduit en 1959, à quitter Edwards Productions pour s'établir comme graphiste freelance. En 1961, Charles Dumas, réalisateur à Radio-Canada, lui demande de réaliser les décors d’une pièce de théâtre : La Belle rombière, de Guillaume Hanoteau qui sera jouée au théâtre du Gésu de Montréal.
En août 1962, il revient en France et s’installe en région parisienne. Il propose ses dessins humoristiques à de nombreux journaux dont le premier sera publié par Paris Match en décembre 1962, une publication bientôt suivie par les magazines Elle, Marie Claire, Le Nouveau Candide, Carrefour, Noir et Blanc, puis par Le Figaro littéraire et Les Nouvelles littéraires. Concomitamment, il rencontre aux studios Cognac-Jay les responsables du Telex Consommateur qui lui commandent une série de films pour illustrer cette chronique quotidienne sur les prix du marché des produits de grande consommation diffusée avant le journal de 20 heures de la première (et unique) chaîne de l’ORTF. Puis il enchaîne avec la réalisation de spots pour les Institutionnels à une époque où la publicité n’existe pas à la télévision française. Il conçoit ainsi des films pour Charbonnages de France, Crédit agricole, Crédit foncier, Crédit national, pour la norme NF, , etc., tous diffusés sur l’unique chaîne de télévision. Il produit par ailleurs des dessins animés publicitaires pour la Loterie nationale à la demande de Pierre Bellemare et sa société Técipress et réalise, alternativement avec Roger Borin, le dessin animé Tête de bois diffusé pendant l’émission d’Albert Raisner (Âge tendre et tête de bois.
En mai 1968, François de La Grange lui demande de réaliser le générique de sa nouvelle émission Les Animaux du Monde, ce qui le conduit par ailleurs à participer aux plateaux de l’émission à de nombreuses reprises. Au début des années 1970, il réalise pour la société Les Films Michel François le générique du film Laisse aller... c'est une valse. Puis celui du film de Jean-Pierre Mocky, L'Étalon avec Bourvil et Francis Blanche notamment. À nouveau, le service Animation de l’ORTF fait appel à lui pour réaliser le dessin animé générique de la pièce de théâtre La Fleur, avec Pierre Brasseur et Jean Lefebvre, adaptée à la télévision (Antenne 2) par Jacques Robin. En 1971, à la demande de François-Henri de Virieu, alors rédacteur en chef du journal de 13 heures, il dessine une illustration du saint du jour, séquence qui clôt quotidiennement le journal télévisé. En parallèle, l’ORTF lui commande une série de dessins animés destinés à vulgariser la théorie de la relativité d’Albert Einstein sur des textes de René Goscinny, ce qui permet la rencontre des deux hommes.
Désireux de s'essayer à la bande dessinée, Georges Grammat saisit l’occasion pour présenter à René Goscinny la maquette d’une histoire : Les Aventures du Duc de Saint-Piastre qui seront publiées chaque semaine dans le journal Pilote avant d’être éditées en album par Dargaud avec une préface d'Alain Decaux, historien, membre de l'Académie française. Album suivi, deux ans plus tard, d’un deuxième, Le Mariage de Saint-Piastre. Par la suite, à la demande de René Goscinny, il rejoint l’équipe de rédaction du journal Pilote et y publie de nombreux bandes dessinées en collaboration avec d'autres auteurs (Serge de Beketch, Jean-Marie Pélaprat, Stanislas G., Alessandrini, , etc.) jusqu’au milieu des années 1970, date à laquelle Goscinny quitte Pilote, ce qui conduit au départ de Georges Grammat. Celui-ci propose alors aux éditions Fleurus la série Fanfarax qui est publiée dans le magazine Formule 1 à partir de 1975. Période au cours de laquelle il produit la série Dimi dans Le Nouveau Journal de Tintin, édition française du journal belge. À cette même époque, il travaille en collaboration avec Jean-Marie Pélaprat pour des livres destinés aux écoles, édités par Bordas. Ce qui le conduit à illustrer de nombreux ouvrages scolaires chez plusieurs éditeurs parisiens : Armand Colin, Bordas, Hachette, Magnard, Nathan, Albin Michel, , etc.
Au début des années 1980, il est approché par la DIC, importante société de production de programmes pour enfant (Ulysse 31, Inspecteur Gadget, , etc.) pour y réaliser des dessins animés et des storyboards. En 1983, il réalise une série de dessins animés pour la Sécurité Routière qui veut lutter contre les bouchons en ville : Ratvm. Ainsi que pour la marque de dentifrice Colgate. En 1985, il écrit et illustre La Cité grecque sous Périclès, Athènes publié chez Albin Michel, ouvrage qui sera traduit en espagnol, en basque et en allemand notamment. L’année suivante, la DIC lui propose de partir à Taipei au titre de superviseur de storyboards chez Cuckoo's Nest, sous-traitant taïwanais pour la réalisation de différentes séries dont Les Catcheurs du Rock. Ce qui le conduit à s’installer à Los Angeles quelques mois plus tard pour devenir le codirecteur de la série Spiral Zone produite par les studios Kushner-Locke. En 1989, il est appelé par Albert Barillé de la société Procidis pour faire les storyboards des séries télévisées Il était une fois… ce qu’il continuera à faire sporadiquement jusqu’en 2009.

## Œuvres

### Dessins animés
- 1969 : réalisateur du dessin animé générique du film de Jean-Pierre Mocky L'Étalon.
  - Créateur et réalisateur de la 1re version du dessin animé du générique de l'émission Les Animaux du monde de François de La Grange[8].
- 1970 : créateur du dessin animé générique de la pièce de théâtre La Fleur, avec Pierre Brasseur et Jean Lefebvre, adaptée à la télévision (Antenne 2) par Jacques Robin d'après le roman La Fleur et la souris de René Fallet.
  - Créateur et réalisateur de la 2e version du dessin animé du générique de l'émission Les Animaux du monde de François de La Grange
- 1971 : réalisateur du dessin animé générique du film de Georges Lautner Laisse aller... c'est une valse[9].
- 1976 : animateur pour le film long métrage Les Douze Travaux d'Astérix[10]
- 1977 : créateur et réalisateur de la 3e version du dessin animé du générique de l'émission Les Animaux du monde de François de La Grange[11].
- 1978 : codirecteur de l'animation pour le film long métrage La Ballade des Dalton[10].
- 1983 : storyboarder pour un épisode de la série Inspecteur Gadget (Gadget in Winterland)[10]
  - Réalisation de 4 spots pour la Sécurité routière.
  - Réalisation d'un spot publicitaire de 45 secondes pour le dentifrice Colgate bifluor.
- 1986 : préparateur (lay-out) pour la société DIC de 5 épisodes de la série télé Les Catcheurs du Rock[10]
  - Préparateur (lay-out) pour le film long métrage Le Big Bang réalisé par Picha
- 1987 : supervising director de la série Spiral Zone pour 52 épisode d'animations des studios Kushner-Locke dont Countdown, Zone Trap, Evil Transmissions, Nightmare in Ice[10]...
  - Participation à la réalisation du court métrage d'animation Dorothy Meets Ozma of Oz des studios Kushner-Locke[12]
- 1992 : storyboarder pour la série télé : Il était une fois... les Amériques[10]
  - Storyboarder pour la série télé : The Adventures of T-Rex
- 1996 : storyboarder pour la série télé : Il était une fois... les Explorateurs[10]
- 2009 : storyboarder pour la série télé : Il était une fois... notre Terre[10]

### Bandes dessinées
- 1972 : auteur et dessinateur de Les Aventures du Duc de Saint-Piastre dans le magazine Pilote. Publication du premier album, Le Buste impérial (éditions Dargaud)
- 1973 : dessinateur au magazine Pilote en collaboration avec de nombreux auteurs : Serge de Beketch, Jean-Marie Pélaprat, Stanislas G., Alessandrini, , etc.
- 1974 : auteur et dessinateur du deuxième album de Les Aventures du Duc de Saint-Piastre, Le Mariage de Saint-Piastre, (éditions Dargaud)
- 1975 : dessinateur et auteur de la bande dessinée Fanfarax dans le magazine Formule 1 (no 28 et suivants).
- 1976 : dessinateur en collaboration avec l'auteur Jean-Marie Pélaprat de La Brigade Antigag dans Le Journal de Tintin. no 24, 29, 33, 34, 37, 40, 41, 45, 52.
  - Auteur et dessinateur de la série Dimi dans Le Journal de Tintin. no 66 à 74, 76 à 85, 87, 91 à 95, 99, 100, 102, 104 à 109
- 1985 : auteur et dessinateur de La Cité grecque sous Périclès, Athènes (éditions Albin Michel Jeunesse). Un album traduit en langues allemande (Die Griechen im alten Athen) en 1986 aux éditions Österreichischer Bundesverlag, espagnole (La ciudad griega bajo Pericles: Atenas) et basque (Greziar hiria Perikles-en garian : Atenas) en 1988 aux éditions Ediciones Mensajero.
  - Dessinateur de Prométhée ou le feu du ciel (auteurs : Jacques Dupâquier et Jean Bosc), collection La Mythologie par les bulles (éditions Magnard)
  - Dessinateur de Zeus ou la naissance des dieux (auteurs : Jacques Dupâquier et Jean Bosc), collection La Mythologie par les bulles (éditions Magnard)
  - Dessinateur de Hésiode ou la création du monde (auteurs : Jacques Dupâquier et Jean Bosc), collection La Mythologie par les bulles (éditions Magnard)

### Illustrations de livres scolaires
- 1973 : Let's Go 6e de Hélène Gantier et Geoffrey Broughton (éditions Armand-Colin-Longman)
- 1974 : Let's Go 5e de Hélène Gantier et Geoffrey Broughton (éditions Armand-Colin-Longman)
- 1975 : Les Aventures de Ratagna d'Arlette Philibert(éditions A. Colin-Bourrelier)
  - Histoires et dialogues de Jacqueline Eberhard, Claire Guinot et Arlette Philibert (édition A. Colin-Bourrelier)
- 1976 : Itinéraire grammatical de Joseph Grunenwald et Henri Mitterand (éditions Nathan)
  - ¡Tú también! de Louise Dabène et Alfred Raveau (éditions Armand Colin)
  - Grammaire CM1 de Frank Marchand (éditions Nathan)
- 1979 : Les Aventures de Benoît tome I (éditions Hachette)
  - Nouvel itinéraire grammatical de Henri Mitterand et Joseph Grunenwald (éditions Nathan)
  - Au fil des lectures (C.E.) de Jean Renault et Françoise Laurent (éditions Nathan)
- 1980 : Les Aventures de Benoît tome II (éditions Hachette)
  - Histoires et dialogues d'Arlette Philibert et Jacqueline Buissons (éditions Armand Colin)
- 1985 : Charles de Gaulle d'André Bendjebbar, Patrice Desmayons (Éditions Hachette Éducation)[13]
  - Les Problèmes de Chantal Carruelle et Marc-Antoine Pilhouée (éditions Nathan)
  - Les Fractions et les pourcentages de Jeanine Borrel et Brigitte Melluso (éditions Nathan)
  - Calcul rapide CM2 de Pierre Colin et Pierre-Louis Glaser (éditions Nathan)
- 1991 : Mathématiques CE1 de Sylvie François et Françoise Gazel (édition Albin-Michel Éducation)

### Illustrations diverses
- 1978 : L’Iliade (extraits), adaptation et présentation de Michelle Brier (édition Bordas Classiques Junior)
- 1979 : L'Odyssée (extraits), adaptation et présentation de Michelle Brier (édition Bordas Classiques Junior)
- 1980 : Contes et Légendes des Incas et de la Cordillère des Andes de Laurence Camiglieri (éditions Fernand Nathan)
- 1984 : Pompéi, une cité retrouvée de Monique Amiel (éditions Nathan). Traduit en langue espagnole (Pompeya, la ciudad recuperada) en 1986 aux éditions Ediciones SM à Madrid.
  - La météo, le temps et les saisons de Pierre Kohler (éditions Nathan, coll. Monde en poche). Traduit en langue espagnole (La Meteorología : el tiempo y las estaciones) en 1988 aux éditions Ediciones SM à Madrid.
- 1988 : Les Croisades de Viviane Koenig (éditions Nathan, coll. Monde en poche)